# مروگایس
مروگایس (لاتین: Merogaisus; ۱ ژانویهٔ ۰۳۰۰ – ۱ ژانویهٔ ۰۳۰۶) پادشاه فهرست پادشاهان فرانک‌ها بود که همراه با رهبر مشترکش، آسکاریک، اولین رهبران شناخته شده هستند که به صراحت «فرانک» خوانده می‌شوند، اگرچه نام فرانک‌ها پیش از این نیز موجود بود. او دشمن امپراتوری روم بود.